# Durant, Mississippi
Durant är en ort i Holmes County i Mississippi. Vid 2010 års folkräkning hade Durant 2 673 invånare.